# Głosy
Głosy és una pel·lícula polonesa dirigida per Janusz Kijowski i estrenada el 1982. La pel·lícula va obtenir el premi al millor so i al millor actor al Festival de Cinema Polonès de Gdynia del 1981. També va participar en la secció oficial del Festival Internacional de Cinema de Sant Sebastià 1981.

## Sinopsi
Ewa Domańska, ajudant del departament de química de la universitat, sent veus que la persegueixen i li provoquen atacs, a causa dels quals és internada a un hospital psiquiàtric. El seu company Marek Ruda, operador de ràdio amateur, cau en el desànim i és abandonar per la seva esposa i entra en conflicte amb les autoritats de la universitat mentre realitza la seva tesi.
Un cop fora de l'hospital Ewa reuneix un equip electrònic i parapsicològic per esbrinar el que li passa, dels quals forma part Marek. Un dia el dentista Zosia li treu el farcit de quars de les dents, que sembla ser la causa de les veus que la turmentaven. Tanmateix, Ewa amaga aquest fet a Marek, però aquest ho descobreix i la fa fora del seu apartament.
Finalment Ewa decideix casar-se amb un company de feina. Poc després de la cerimònia s'assabenta que Marek és tancat rebent tractament perquè també sent veus.

## Repartiment
- Ewa Dałkowska − Ewa Domańska
- Krzysztof Zaleski − Marek Ruda
- Edmund Fetting − doktor Meller, psiquiatra
- Piotr Fronczewski − psychiatra Andrzej Domański
- Ewa Wiśniewska − dentista Zofia Wert
- Teresa Sawicka − Iwona Ruda
- Wiesław Michnikowski − ksiądz Żółkiewski
- Stanisław Jaśkiewicz
- Zofia Mrozowska −
- Janusz Zakrzeński − docent Józef Bartkowski
- Tomasz Lulek − Krzysiek
- Cezary Morawski − Misza
- Jerzy Matula −
- Olgierd Łukaszewicz − Broniarek